# Aprilia RS125
Aprilia RS125 är en motorcykel från Aprilia som producerades mellan åren 1992 och 2011. Inom motorcykeltävlingar har Aprilia RS125 använts med framgång.
Motorn är en encylindrig vätskekyld 2-taktare med en slagvolym på 125cc producerad av det Österrikiska företaget Rotax.
Motorcykeln säljes med en effekt på 21-25kw(28-34hk), beroende på årsmodell. Motorcykeln stryps ofta ner till 11kw (15hk) för att sedan kunna registreras som lätt-motorcykel (A1). Detta sker genom användning av en begränsning inprogrammerad i CDI-modulen som sitter monterad under passagerarsadeln (på de nyare modellerna), eller genom fysisk begränsning i avgassystemet.
Motorcykeln har en digital multifunktionsdator på instrumenteringen, vilket tillåter föraren att se fem olika lägen för information; Vägmätare, Trippmätare, Hastighet per varv (race-funktion), Batteriets strömförsörjning samt Tidtagarur.
Prestanda (ursprungseffekt): Topphastighet 160-180 km/h, 0-100km/h 6-7 sek.
2006, efter Aprilia blivit del av Piaggio-koncernen fick Aprilia RS 125 ett uppdaterat utseende likt "storasyskonet" Aprilia RSV 1000R.
2010 var sista årsmodellen varav 2011 var sista produktionsåret för Aprilia RS 125 som sedan övergick till Aprilia RS4 125 med 125cc fyrtaktsmotor.